# Kainji jezici
Kainji jezici (privatni kod: kaii) skupina od (58) benue-kongoanskih jezika koji se govore na području Nigerije. Raštrkani su na širokom području od jezera Kainji na sjeverozapadu do sjevernog dijela visoravni Jos. Ovim jezicima govore male skupine koje imaju manje od 100 000 govornika, a mnogi od njih i mnogo manje.
Predstavnici su: 
a. Istočni (30): 
a1. Amo (1): amo;
a2. Sjeverni Jos (27; po novopm 28): 
a. Jera (13): duguza (tunzuii), gamo-ningi, gyem, iguta, izora, janji, jere, kudu-camo, lemoro, lere, sanga, shau, ziriya;
b. Jere (1): sheni,
c. Kauru (13): bina, dungu, gbiri-niragu,  kaivi, kinuku, kono, kurama, mala, ruma, shuwa-zamani, surubu, tumi, vono,
d. Panawa, Nigerija
a3. Piti-Atsam (2): atsam, piti.
b. Zapadni: 
b1. Basa (4): basa, basa-gumna, basa-gurmana, bassa-kontagora;
b2. Baushi-Gurmana (2): bauchi, gurmana;
b3. Duka (4): c’lela, gwamhi-wuri, hun-saare, kag-fer-jiir-koor-ror-us-zuksun;
b4. Kainji Lake (2); laru, lopa;
b5. Kambari (6): baangi, cishingini, kakihum, tsikimba, tsishingini, tsuvadi;
b6. Kamuku (8): acipa (2 jezika: istočni i zapadni) ili cicipu, cinda-regi-tiyal, fungwa, hungworo, pongu, rogo, shama-sambuga;
b7. Reshe (1); reshe.

## Vanjske poveznice
- Ethnologue (14th)
- Ethnologue (15th)